# 勝ちそー
勝ちそー -kachiuma soken-（かちそー カチウマソーケン）は、FM岩手で毎週金曜日に生放送されていたラジオ番組。正式名称は「みちのくレース 勝ち馬総見 勝ちそー」。

## 概要
内容はFM番組としては稀有な岩手競馬の情報・レース展望・予想などが中心である。
スポンサーは岩手県競馬組合（提供クレジットはみちのくレース 岩手競馬）と岩手競馬マガジン・テシオ。そして「すべてのみちのくレースファンのご協力でお送りします(OP)/お送りしました(ED)」と締める。
2008年4月18日放送分で放送400回を迎えた。
2013年3月29日の放送で13年の歴史に幕を閉じたが「勝ちそー」の名称は現在も競馬場のイベント名やサイト名、他局の競馬中継の名前に使われている（後述）。

## パーソナリティー・解説

### パーソナリティー
- 放送終了時
  - 加藤裕（元・FM岩手アナウンサー）
  - ふじポン

- 過去
  - 藤田さおり（2000年4月 - 2001年4月）- 初代アシスタント。
  - 小笠原佐弥（おがさわら・さや）（2001年4月 - 2005年3月）- 2代目アシスタント。現在はIBC競馬中継にアシスタントとして登場することもある。　
  - 久保有紀子（くぼゆきこ・青森県八戸市出身・通称：ゆっきー）（2005年4月 - 2007年3月23日）- 競馬法改正で20歳以上の学生が勝馬投票券購入できるようになった2004年から参加。大学卒業・就職を機に卒業。

### 解説
- 週刊テシオ情報局 （旧・岩手競馬マガジン・テシオ：現在休刊中）
  - 松尾康司（まつおこうじ・テシオ編集長・1958年青森県三戸町出身・通称：うじポン、ドクトル松尾）、
  - 横川典視（よこかわのりちか・1969年高知県出身・通称：よこてん）
- 岩手競馬専門新聞紙・ケイシュウNEWS
  - 大場康晴（おおばやすはる・盛岡担当TM・通称：孤高の二重丸）。

松尾と横川は隔週、大場は岩手競馬の重賞競走時・JRAのGI時に解説に来ることが多い。しかし、3者とも番組に来ないときもあり、また3者が揃って出演するときもある。また、フジぽんと松尾・横川は2012年からグリーンチャンネルで放送されているiちゃんねるにも出演している。

## 放送時間
毎週金曜日 20:00 - 20:54
- 2007年までは岩手競馬冬季休催期間も番組を放送していたが、2008年は2月1日から3月14日の放送が休止になった。なお、2008年3月21日と3月28日は「勝ちそースペシャル」として放送。CM枠は無く、Webストリーミング放送は休止。
- 2000年の開始当初は21時台に放送された帯番組の『LEAP NIGHT 楽音百貨店』の金曜版としての放送であったが、2001年3月に終了したため、『勝ちそー』が独立してこの形となっている。

## 概要・番組の流れ（コーナー）
- オープニング　～　〔歌1〕　～　岩手競馬トピックス　～　（JRA・GI/JpnI予想展望）　～　〔歌2〕　～メッセージ紹介・（岩手競馬サポーターズネットコーナー）　～　岩手競馬・土曜日メインレース予想展望　～岩手競馬・日曜日メインレース予想展望　～　エンディング

なお、〔歌1〕・〔歌2〕はフルではほとんど掛からないときがあり、一番終わりから間奏でトークBGMに移行することがある。
（JRA・GI/JpnI予想展望）はGI/JpnI開催時に岩手競馬トピックスの一部としてコーナー化。
レース予想展望時のBGMはハードロック系がよくかかる。また、日曜日メインレース予想時は冒頭BGMに松田隆行のメリーホースが用いられる。
なお、統一重賞のマーキュリーカップ・クラスターカップ・ダービーグランプリ・マイルチャンピオンシップ南部杯開催時には日曜日枠に上記4重賞の予想をし、前々日・前日のメインレース予想は土曜日枠にそれぞれ区切って予想する。

## ゲスト
- 菅原勲（2008年3月28日）- 当時岩手競馬騎手。現在は岩手競馬調教師。
- 小林俊彦（2007年2月9日）- 岩手競馬騎手。2007年現在、岩手競馬騎手会長。
- UMAP（2007年3月2日）- 岩手競馬の若手騎手を中心に結成されたユニット（メンバー：高松亮、高橋悠里、山本聡哉、菊地康朗）。プロデューサーはふじポンという事になっている。
- 神谷健介（2007年3月9日）- ホッカイドウ競馬運営改善対策室設立者。
- 蘇武直人（2007年7月20日）- フリーアナウンサー。主に公営競技実況中継。
- 山手寛嗣（2007年8月24日、9月7日）- 岩手競馬・担当獣医師。馬インフルエンザ流行時に解説。
- 長谷川雄啓（2007年11月2日、9日）- フリーディスクジョッキー。トレジャースマイルが競走馬デビューする際に取材を兼ねて出演。
- きくた健（2001年9月14日、2002年2月22日）- 岩手競馬ファン。

## 過去の放送での出来事
2007年3月16日放送分では、その前日に「岩手競馬存続困難」などとの報道がなされたことを受け、放送時間中そのことについて討論する形をとった。その際楽曲は放送せず、ヒーリングミュージックなどをBGMで流していた。

## WEB配信
FM岩手ホームページ・トップにて、QuickTimeを使用してのライブストリーミングが同時に行われている。なお、BGM・歌などは著作権の関係から流れない。
放送後、1～2日後にcasppeeにてポッドキャスト配信される。その際はコーナーごとにファイル化した上で配信され、BGM・歌や一部のトークなどは著作権などの関係からカットされる。また、ゲスト出演回や、トークが盛り上がった時は、「WEB」特別版として限定配信される。配信方法はmp3によるポッドキャスティング・ダウンロード。
また、2007年3月までは番組HPにてWindows Media AudioによるHTTPストリーミング形式での配信も行っていた（casppeeでの配信は継続）。バックナンバーは1ヶ月分。

## その他
- FM青森、FM秋田でも放送されていた時期があった。
- 不定期に開催中の競馬場で勝ちそー出演メンバーによる予想イベント「勝ちそーリベンジ」を開催していた。

## 他の所での「勝ちそー」
「勝ちそー」のネーミングは番組終了後も岩手競馬関係の所で使用されている。
- 2010年から2014年度はIBCラジオの競馬中継のタイトルにも使われていた。
- 盛岡競馬場、水沢競馬場では開催中に予想トーク「勝ちそーファイナルチェック」（旧名「勝ちそーファイナルCHECK」）を流す事がある。以前は番組出演者によるトークが流されていたが、現在は岩手競馬場内実況担当の古川浩と競馬トラックマンによるトークが流されている。
- 岩手競馬の情報サイト「勝ちそーチャンネル」。同サイトは週刊テシオ情報局が運営している。